# Eurycarenus propinquus
Eurycarenus propinquus är en tvåvingeart som beskrevs av Hesse 1938. Eurycarenus propinquus ingår i släktet Eurycarenus och familjen svävflugor.
Artens utbredningsområde är Zimbabwe. Inga underarter finns listade i Catalogue of Life.